# بيريفيل (محطة مترو أنفاق لندن)
بيريفيل (بالإنجليزية: Perivale)‏ هي إحدى محطات مترو أنفاق لندن. تقع على خط سينترال أفتتحت في المنطقة (Zone) رقم 4 أفتتحت في 2 مايو 1904، 30 يونيو 1947.

## معرض صور

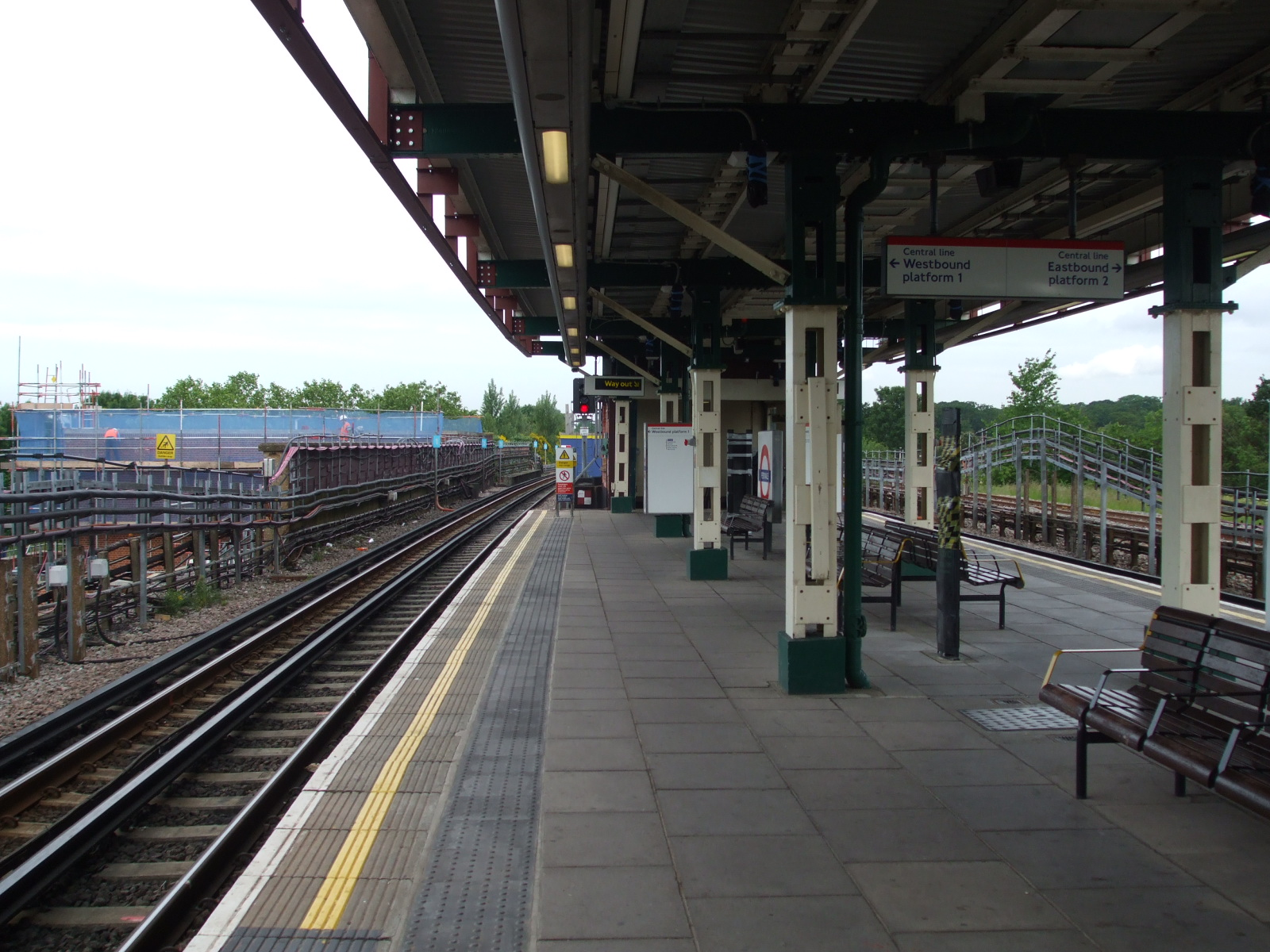
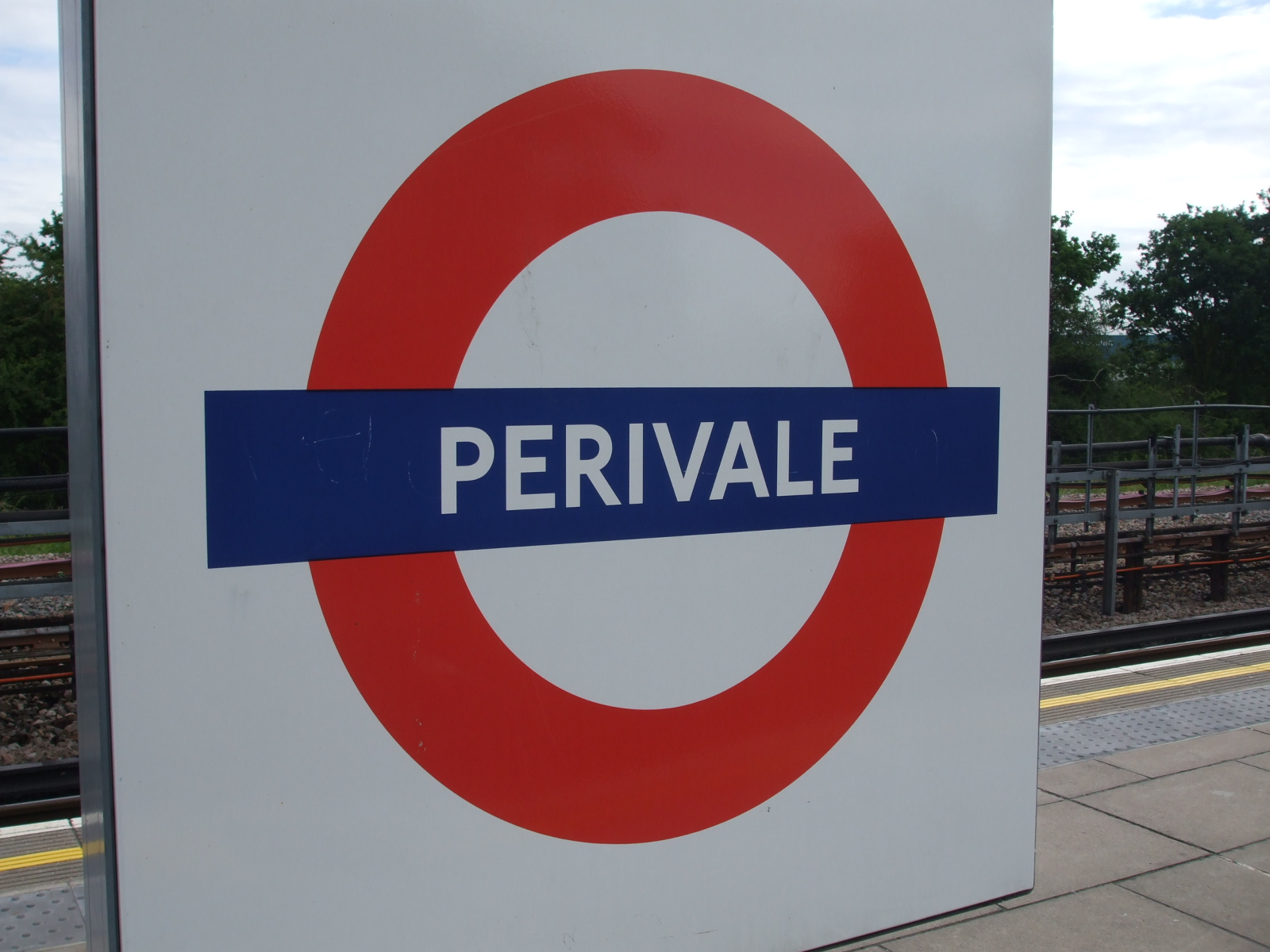
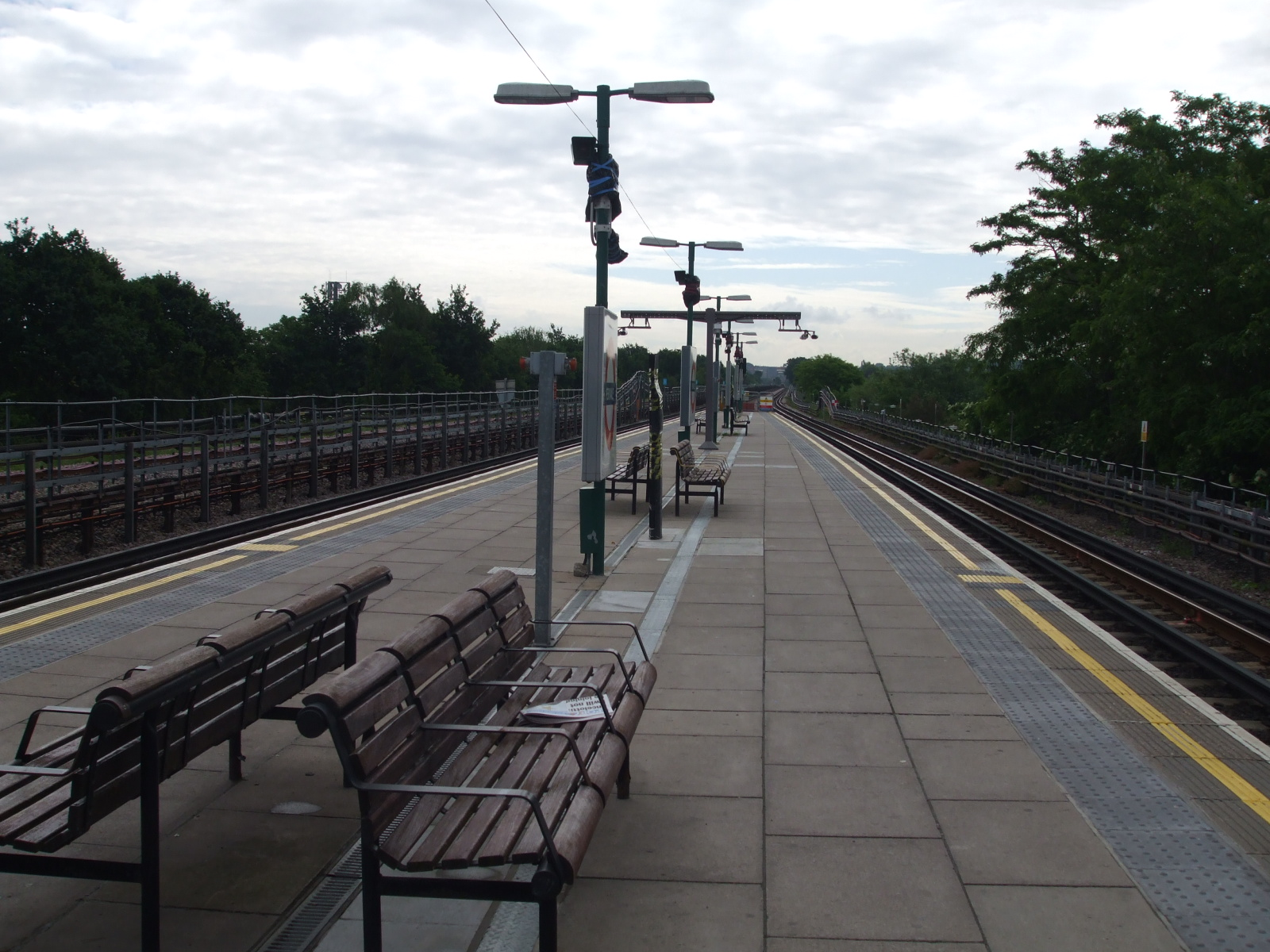